# ألبرت ماكي
ألبرت ماكي (بالإنجليزية: Albert Mackey) هو طبيب ومؤرخ أمريكي، ولد في 12 مارس 1807 في تشارلستون في الولايات المتحدة، وتوفي في 20 يونيو 1881 في Fortress Monroe ‏.